# TV União Brasília
A TV União Brasília é uma estação de televisão comercial brasileira sediada em Brasília, no Distrito Federal, e transmitida no canal virtual 11.1. Foi inaugurada em 1997 pelo empresário José Alberto Bardawil através do canal 56 UHF, no sinal analógico, outorgado à empresa RBC - Rede Brasiliense de Comunicação S/S, anteriormente propriedade do também empresário Wigberto Tartuce e destinada para operação de televisão por assinatura. Em 2001 a estação integrou a Rede União, rede inter-estadual com matriz em Fortaleza, no Ceará, e filial em Rio Branco, no Acre.

## História
Em fevereiro de 1990 a empresa RBC - Rede Brasiliense de Comunicação S/S, do empresário Wigberto Tartuce, solicitou ao então governador do Distrito Federal Joaquim Roriz a concessão de um lote comercial para instalar antenas e equipamentos de transmissão de televisão por assinatura em Brasília. Ele pretendia inaugurar um canal a cabo na faixa UHF aos moldes da HBO e da Sports News Network, nos Estados Unidos, voltado ao segmento esportivo. Naquele período o Distrito Federal já contava com uma estação a cabo via UHF, a TV Apoio, de Taguatinga, repetidora da TVE do Rio de Janeiro.
O terreno para a instalação, com quarenta mil metros quadrados, foi pedido à Terracap, órgão do governo distrital responsável pela cessão de terras públicas, que inicialmente o considerou inapropriado mas depois o cedeu em 22 de dezembro de 1993 a uma taxa de ocupação de 24 mil cruzeiros reais por mês (equivalentes em 2025 a 8,73 reais em valores corrigidos), negociados com Tartuce.
No entanto, em 1995, quando Tartuce tornou-se deputado federal pelo Distrito Federal, a Terracap anulou 81 operações de concessão de lotes, entre as quais a da RBC, por descumprimento da lei n.º 8 666, promulgada em julho de 1993, que obrigava a realização de licitação para a entrega de terras públicas. Para a anulação, o órgão considerou ilegal um parecer de Benjamin Roriz, consultor de Joaquim, que afirmava que as autorizações não feriam a legislação porque continham caráter precário, podendo ser retomadas a qualquer momento.
Por volta de outubro de 1997 o empresário José Alberto Bardawil, que há nove anos detinha a TV União, afiliada à Rede Bandeirantes (Band) em Rio Branco, no Acre, inaugurou o canal 56 UHF da RBC, com programação voltada a noticiários e videoclipes de shows. Naquele período ele planejava formar uma rede nacional com presença em outros estados obtendo outorgas através de sociedades com artistas, como em Fortaleza, no Ceará, onde recebeu a outorga de um canal com o cantor Raimundo Fagner.
Em novembro de 2000 a TV União deixou de retransmitir a programação da Band no Acre e tornou-se independente, e em 2001 inaugurou oficialmente sua filial na capital cearense, alçada à matriz da Rede União, integrada também pela estação de Brasília, a TV União. Tendo chegado a retransmitir a TV Cultura, afiliou-se em agosto de 2003 à RedeTV!, que estava sem emissora na capital federal desde junho, quando a TV Brasília a substituiu pela Rede 21. Com o encerramento da afiliação em março de 2005 os horários destinados à Rede União ocuparam integralmente a programação da filial brasiliense.
Em 17 de novembro de 2016 as operações no sinal analógico de televisão em Brasília e em nove cidades no entorno foram encerradas. Por deter uma concessão de televisão por assinatura a TV União Brasília não recebeu outorga para o plano básico de televisão digital nem alterou sua transmissão para o sinal digital utilizando o canal 56. A estação iniciou a operação pelo novo sistema em 8 de fevereiro de 2017 através do canal 51 UHF, com programação no virtual 11.1.
Em 2018 a TV União Brasília estreou o noticiário Fala DF, apresentado por Katiuscia Sotomayor, que deixou a programação no mesmo ano. Em 2020 foi lançado o UB News, inicialmente comandado por Francisco Coelho e depois por Ernandes Almeida. No ano seguinte o noticiário foi substituído pelo União DF Notícias, com Luiza Frazão, e foi lançado o programa Liquidificador, apresentado por Leila Guimarães e, depois, por Ana Luiza. Os programas também deixaram a grade posteriormente.